# Sara Saitō
Sara Saitō (齋藤 咲良?, Saitō Sara; Maebashi, 3 ottobre 2006) è una tennista giapponese.

## Biografia
Sara Saitō ha vinto 3 titoli nel singolare nel circuito ITF nella sua carriera. Il 22 luglio 2024, ha raggiunto il best ranking mondiale nel singolare al n°156, e il 18 marzo 2024 invece ha conseguito il suo best ranking mondiale nel doppio, n°484.
Durante la carriera da junior, ha raggiunto nel doppio le finali agli Australian Open, Open di Francia e US Open, rispettivamente in coppia con Hayu Kinoshita, Alina Korneeva e Nanaka Sato, perdendo in tutte e tre le occasioni.
Saitō ha fatto il suo debutto nel circuito maggiore al Toray Pan Pacific Open 2023 grazie ad una wildcard per le qualificazioni, dove ha eliminato al primo turno la specialista di doppio Nicole Melichar-Martinez, per poi essere sconfitta nel turno decisivo dalla connazionale Mai Hontama in due set.
Nei tornei del Grand Slam, ha raggiunto il turno decisivo delle qualificazioni agli Open di Francia 2024, sconfitta dalla croata Lucija Ćirić Bagarić, mentre agli US Open 2024 è eliminata all'esordio dalla bielorussa Iryna Šymanovič.
Ottiene il risultato più importante della carriera al Kinoshita Group Japan Open 2024. Grazie ad una wildcard, prende parte alla sua prima apparizione in un tabellone principale nel circuito maggiore e riesce nell'impresa di superare nel primo turno la spagnola Jéssica Bouzas Maneiro con il punteggio di 6-3, 6-2, ottenendo la sua prima vittoria nel circuito maggiore al debutto Nel secondo turno, si trova di fronte la testa di serie numero 5 Èlina Avanesyan e anche in questa occasione riesce a sorprendere, sconfiggendo a sorpresa la tennista armena con il punteggio di 7-6(2), 6-4, dopo aver salvato due set point nel primo set, approdando nel suo primo quarto di finale a livello WTA, contro la sua prima avversaria compresa nelle top 50 della classifica. Qui ne esce sconfitta contro la qualificata australiana Kimberly Birrell, che la supera con il punteggio di 5-7, 4-6.

## Statistiche ITF

### Singolare

#### Vittorie (3)
| Torneo $100.000 (1) |
| Torneo $80.000 (0)  |
| Torneo $60.000 (0)  |
| Torneo $40.000 (1)  |
| Torneo $25.000 (1)  |
| Torneo $15.000 (0)  |

| N. | Data           | Torneo                                                     | Superficie  | Avversaria in finale | Punteggio     |
| 1. | 8 ottobre 2023 | Gosen Cup Swingbeach International Ladies Open, Makinohara | Sintetico   | Thasaporn Naklo      | 6-4, 6-3      |
| 2. | 16 giugno 2024 | Engie Open de Biarritz, Biarritz                           | Terra rossa | Margaux Rouvroy      | 5-7, 6-3, 6-3 |
| 3. | 16 marzo 2025  | Shimadzu All Japan Indoor Tennis Championships, Kyoto      | Cemento (i) | Himeno Sakatsume     | 6-4, 7-6(2)   |

#### Sconfitte (2)
| Torneo $100.000 (0) |
| Torneo $80.000 (0)  |
| Torneo $60.000 (1)  |
| Torneo $40.000 (1)  |
| Torneo $25.000 (0)  |
| Torneo $15.000 (0)  |

| N. | Data            | Torneo                                       | Superficie | Avversaria in finale | Punteggio |
| 1. | 7 gennaio 2024  | ITF Pro Circuit Presented by SAT, Nonthaburi | Cemento    | Antonia Ružić        | 1-6, 3-6  |
| 2. | 4 febbraio 2024 | Burnie International, Burnie                 | Cemento    | Priscilla Hon        | 3-6, 0-6  |

## Grand Slam Junior

### Doppio

#### Sconfitte (3)
| Tornei del Grande Slam  |
| ----------------------- |
| Australian Open (1)     |
| Open di Francia (1)     |
| Torneo di Wimbledon (0) |
| US Open (1)             |

| N. | Data              | Torneo                     | Superficie  | Compagna       | Avversarie in finale                 | Punteggio           |
| 1. | 29 gennaio 2023   | Australian Open, Melbourne | Cemento     | Hayu Kinoshita | Renáta Jamrichová Federica Urgesi    | 6(5)-7, 6–1, [7-10] |
| 2. | 11 giugno 2023    | Open di Francia, Parigi    | Terra rossa | Alina Korneeva | Tyra Caterina Grant Clervie Ngounoue | 3-6, 2-6            |
| 3. | 10 settembre 2023 | US Open, New York          | Cemento     | Nanaka Sato    | Anastasija Gur'eva Mara Gae          | 6–1, 5–7, [8-10]    |